# Cinquante Nuances plus sombres
Cet article concerne le roman d'E. L. James. Pour le film de James Foley, voir Cinquante Nuances plus sombres.
Cinquante Nuances plus sombres (titre original : Fifty Shades Darker) est une romance érotique écrite par la Britannique E. L. James, connue d'abord par auto-publication sur le site Internet de l'auteur puis sur le site internet The Writers' Coffee Shop, qui le propose à l'impression à la demande en septembre 2011. L'éditeur Vintage Books le publie en édition papier dans une version révisée en avril 2012.
Se déroulant essentiellement à Seattle, ce livre est le deuxième d'une trilogie qui retrace la relation entre une jeune diplômée Anastasia Steele et un homme d'affaires Christian Grey.

## Résumé
Ana est convaincue que Christian et elle ne sont pas compatibles. Après leur rupture, Anastasia commence à travailler pour une maison d'édition. Mais Christian réapparaît vite dans sa vie. Il l'invite à une soirée. Leur relation passionnée recommence. Cependant, cette fois-ci, tout sera différent : Christian accepte d'essayer d'avoir pour la première fois de sa vie une relation amoureuse. Néanmoins, leur courte séparation a causé chez le jeune homme des problèmes de confiance et une angoisse permanente. Il lui fait une proposition qu'elle ne peut pas refuser. Christian se dévoile et Ana fait face à des personnes ayant marqué le passé de ce dernier.

## SérieCinquante Nuances
1. Cinquante Nuances de Grey, Jean-Claude Lattès, 2012 ((en) Fifty Shades of Grey, Vintage Books, 2012), trad. Denyse Beaulieu  (ISBN 978-2-7096-4252-1)
2. Cinquante Nuances plus sombres, Jean-Claude Lattès, 2013 ((en) Fifty Shades Darker, Vintage Books, 2012), trad. Aurélie Tronchet  (ISBN 978-2-7096-4253-8)
3. Cinquante Nuances plus claires, Jean-Claude Lattès, 2013 ((en) Fifty Shades Freed, Vintage Books, 2012), trad. Denyse Beaulieu  (ISBN 978-2-7096-4254-5)
4. Grey, Jean-Claude Lattès, 2015 ((en) Grey, Vintage Books, 2015), trad. Denyse Beaulieu, Dominique Defert et Carole Delporte  (ISBN 978-2-7096-5056-4)
5. Darker, Jean-Claude Lattès, 2017 ((en) Darker, Vintage Books, 2017), trad. Denyse Beaulieu, Dominique Defert et Carole Delporte  (ISBN 978-2-7096-6178-2)
6. More Grey, Jean-Claude Lattès, 2021 ((en) Freed, Vintage Books, 2021), trad. Denyse Beaulieu, Dominique Defert et Carole Delporte  (ISBN 978-2-7096-6932-0)

## Éditions
- E. L. James, Fifty Shades Darker, Vintage Books, 17 avril 2012, 544 p.  (ISBN 978-0345803498)
- E. L. James, Cinquante Nuances plus sombres, Jean-Claude Lattès, 3 janvier 2013, trad. Aurélie Tronchet, 560 p.  (ISBN 978-2-7096-4253-8)
- E. L. James, Cinquante Nuances plus sombres, Le Livre de poche, 26 février 2014, trad. Denyse Beaulieu, 720 p.  (ISBN 978-2-253-17651-0)